# Nectouxia formosa
Nectouxia es un género monotípico de plantas en la familia de las Solanáceas. Su única especie:  Nectouxia formosa, se distribuye por México.

## Descripción
Es una hierba erecta, perenne por medio de rizomas, con pelos glandulares. Alcanza un tamaño de menos de 60 cm de altura. El tallo es erecto, simple o ramificado desde la base. Las hojas se disponen de forma alternas a casi opuestas, tiene menos de 10 cm de largo, son ovadas, puntiagudas, con la base cordada, con pelos suaves, pecioladas. Las inflorescencias pedunculadas, colgantes, solitarias en las axilas de las hojas.  El cáliz de 5 sépalos muy largos y angostos, cubiertos de pelos, unidos en la base; la corola verde amarillenta (negra al secarse), es un tubo un poco más largo que los sépalos, que hacia el ápice se dilata y enseguida se angosta antes de dividirse en 5 lóbulos elípticos que se curvan hacia atrás, por encima de éstos lóbulos la corola se proyecta en un pequeño anillo; estambres 5 con las anteras más largas que los filamentos.  El fruto es una baya carnosa, globosa aunque puntiaguda, de aproximadamente 3 cm de diámetro. Semillas numerosas, reniformes, lenticulares, de 2 a 2.5 mm de largo. Tienen un olor algo desagradable.

## Hábitat
Se encuentra con frecuencia en lugares perturbados en las sierras que rodean el Valle de México, en bosques de Abies y Quercus. 

## Taxonomía
Nectouxia formosa fue descrita por Carl Sigismund Kunth y publicado en Nova Genera et Species Plantarum (quarto ed.) 3: 11, pl. 193, en el año 1818.
Sinonimia
- Nectouxia bella Miers[3]